# Autostrada Struma
L'autostrada A3 Struma (in bulgaro Aвтомагистрала "Струма"?, Avtomagistrala "Struma") è un'autostrada situata nella Bulgaria sud-occidentale che collega Sofia con Kulata (al confine con la Grecia), di cui a gennaio 2024 sono stati completati 143 km su 172 previsti. Nel febbraio 2024 è stato inaugurato un tratto che comprende il tunnel "Zheleznitsa", il più lungo della Bulgaria, circa 2000 metri.
Rimangono da completare dei tratti ubicati in un territorio alquanto impervio e protetto, la gola di Kresna, un'area naturale inclusa nella rete Natura 2000. La costruzione è stata ritardata varie volte a causa dei continui ripensamenti sul progetto da adottare (se all'interno o all'esterno della gola). Al 2024, il termine ultimo per il completamento è il 2030, ma se le tempistiche saranno rispettate è possibile che sia inaugurata anche prima. 
L'autostrada fa parte del Corridoio paneuropeo IV. Il suo nome è dovuto al fiume Struma, di cui segue la valle per buona parte del percorso.